# Ніколи не здавайся
«Ніколи не здавайся» або «Бійці» (англ. Never Back Down, англ. The Fighters) — американський бойовик 2008 року режисера Джеффа Водлоу. Головні ролі виконували Шон Феріс, Ембер Герд, Кем Жіганде і Джимон Гонсу. Випущений у кінотеатрах 14 березня. Слоган фільму: «Перемога чи поразка ... Кожна людина має свою боротьбу».
Фільм розрахований на аудиторію PG-13. Розширена версія показує оголену натуру та більше крові, випущений на DVD 29 липня 2008 р.

## Сюжет
Джейк Тайлер (Шон Феріс) у минулому нав'язував себе неприємності, беручи участь майже у всіх бійках. Джейк — футболіст, зірка шкільної команди в маленькому тихому містечку в Айові. Незабаром сім'я Джейка переїжджає в яскравий і спекотний Орландо в штаті Флорида, щоб допомогти тенісній кар'єрі молодшого брата Джейка, Чарлі (Вайт Сміт). На новому місці Джейк —вигнанець. Йому подобається його однокласниця, чарівна Баха (Ембер Херд), тому юнак приходить на вечірку, де вплутується в бійку з місцевим авторитетом Райаном Маккарті (Кем Жіганде), в результаті той жорстоко б'є головного героя. 
Джейк знайомиться зі своїм однокласником Максом (Івен Пітерс), який розповідає юнакові про змішані бойові мистецтва — місцевий вид спорту, який користується шаленою популярністю серед молоді. Новий друг наполягає на зустрічі Джейка з тренером Жаном Рокуа (Джимон Хонсу), здатним перетворити юнака в чемпіона. Як тільки Джейку починає здаватися, що життя налагоджується, все перевертається вверх дном: в цьому суспільстві яскравих і неоднозначних любителів спорту є й ті, хто хоче бачити Джейка учасником прийдешніх змагань.

## Ролі
- Шон Фаріс — Джейк Тайлер, проблемний підліток і головний герой
- Ембер Герд — Баха Міллер, обраниця Джейка
- Кем Жіганде — Райан Маккарті, суперник Джейка й антагоніст фільму
- Джимон Гонсу — Жан Рокуа, наставник Макса, який погоджується навчити Джейка
- Еван Пітерс — Макс Куперман, однокласник, який вводить Джейк у світ бойових мистецтв і дружить з ним
- Вайатт Сміт — Чарлі Тайлер, молодший брат Джейка
- Леслі Гоуп — Марго Тайлер, мати Джейка
- Дрю Сідора — Тіффані Вест, подруга Баха, хто любить Макса
- Зак Майерс — Джефф
- Ніл Браун-молодший — Аарон, найкращий друг Райана

## Виробництво
Зйомки проходили на півдні Орландо, Сенфорді, та Клермоні, штат Флорида. Всі шкільні сцени знімалися в Cypress Creek High School крім футбольної сцени на початку фільму, яка знята в East Ridge High School. 
Сценарист Кріс Хауті нібито надихнув його син, показуючи йому відеозаписи шкільної бійки на YouTube, що сталася в його школі.

## Музика
1. My Chemical Romance — «Teenagers»
2. Soulja Boy / Travis Barker — «Crank Dat Soulja Boy (Travis Barker Remix)»
3. Lil Wayne & Chamillionaire— «Rock Star»
4. Toby McKeehan & T-Bone — «The Slam»
5. The Red Jumpsuit Apparatus — «False Pretense»
6. 12 Stones — «Anthem For The Underdog»
7. The Bravery — «Above And Below»
8. TV On The Radio — «Wolf Like Me»
9. Rise Against — «Under The Knife»
10. Flipsyde — «Someday»
11. The Cribs — «Be Safe»
12. Mellowdrone — «Orange Marmalade»
13. Mutemath — «You Are Mine»
14. Каньє Вест — «Stronger»
15. The Bravery — «Time Won’t Let Me Go»
16. Gym Class Heroes — «It’s OK, But Just This Once!»
17. Tiësto — «Tales From The South»
18. King Juju — «Outta Control»
19. Papa Roach — «…To Be Loved»

## Критика
Ніколи не здавайся дебютував в 2729 кінотеатрах на 3 місці з $8 603 195 в перший уїк-енд. Через 2 тижні в кінотеатрах він отримав $18 890 093, після одного місяця фільм заробив $37 676 991 по всьому світу.
Фільм зустрінутий негативно критиками, маючи рейтинг 22% на Rotten Tomatoes.